# Periploma inequale
Periploma inequale is een tweekleppigensoort uit de familie van de Periplomatidae. De wetenschappelijke naam van de soort is voor het eerst geldig gepubliceerd in 1842 door C.B. Adams.